# Andreea Iridon
Andreea Maria Iridon (Alba Iulia, 23 de noviembre de 1999) es una deportista rumana que compitió en gimnasia artística. Ganó dos medallas en los Juegos Europeos de Bakú 2015, plata en las asimétricas y bronce en la barra de equilibrio.

## Palmarés internacional
| Juegos Europeos | Juegos Europeos    | Juegos Europeos   | Juegos Europeos    |
| Año             | Lugar              | Medalla           | Competición        |
| --------------- | ------------------ | ----------------- | ------------------ |
| 2015            | Bakú ( Azerbaiyán) | Medalla de plata  | Barras asimétricas |
| 2015            | Bakú ( Azerbaiyán) | Medalla de bronce | Barra              |